# Marie Hammarström
Ingegerd Marie Hammarström (Glanshammar, Suècia; 29 de març de 1982) és una futbolista sueca. Actualment juga pel Kopparbergs/Göteborg FC de la Primera Divisió Femenina de Futbol del seu país (El Damallsvenskan). La seva germana bessona Kristin Hammarström és també futbolista.

## Clubs
Els seus primers passos en el futbol els va donar en el club local de la seva ciutat (Glanshammars IF). El 1999 va debutar professionalment al Karlslunds IF i després un breu pas pel Umeå IK el 2005 va arribar al KIF Örebro DFF. Per a la temporada 2013 Hammarström va signar amb el club Kopparbergs/Göteborg FC en el qual juga actualment. Tots els clubs pels quals ha jugat són suecs.

## Selecció
Amb la selecció de Suècia va participar a Alemanya de la Copa Mundial Femenina de Futbol 2011. A Alemanya 2011 Hammarström va participar en tres partits i va marcar el gol decisiu en la definició pel tercer lloc davant França. Suècia va guanyar la trobada per 2 gols a 1 quedant-se amb el bronze. El 2012 va participar en els quatre partits de la seva selecció a Londres 2012 marcant en l'empat (2-2) amb Canadà. Va ser part de la seva selecció en la Eurocopa Femenina Suècia 2013. Hammarström va marcar un dels 4 gols amb els quals Suècia va derrotar a Islàndia i va classificar a les semifinals del torneig.